# Álvaro Bultó i Sagnier
Álvaro Bultó i Sagnier   (Barcelona, 11 de juny de 1962 - Lauterbrunnen, 23 d'agost de 2013) fou un esportista extrem, aventurer, presentador i personatge mediàtic català. També va dirigir esdeveniments esportius i fou un dels fundadors de Media Sports Marketing. Va morir mentre practicava paracaigudisme amb vestit ala (wingfly) als Alps suïssos, a causa de la caiguda que patí en no obrir-se-li el paracaigudes.

## Biografia

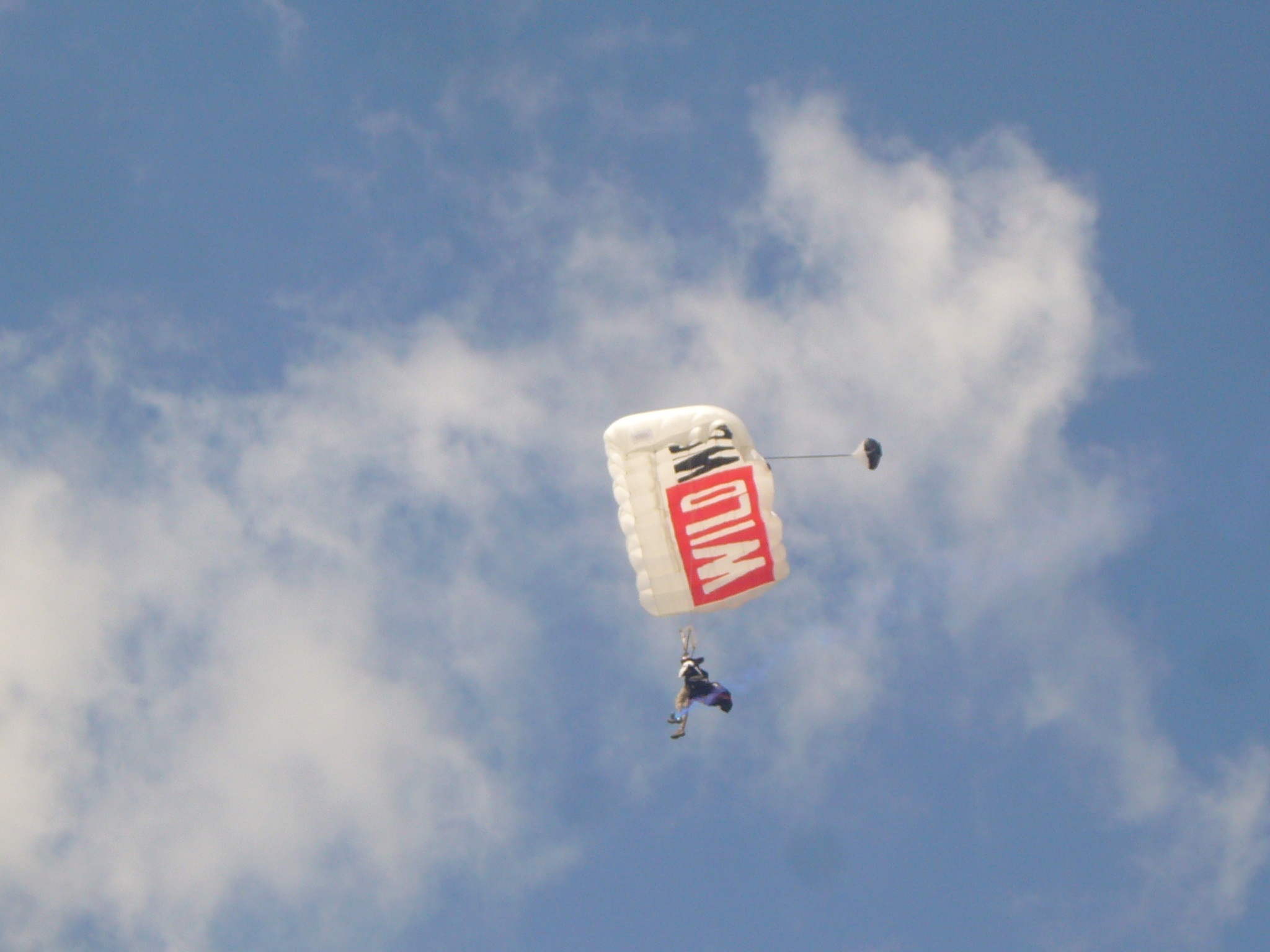
Álvaro Bultó a l'Aerosport 2013 d'Igualada

Nascut al si de l'alta burgesia barcelonina, era el novè dels deu fills de l'empresari Francesc Xavier Bultó i de l'aristòcrata Inés Sagnier. A casa seva es va viure sempre amb passió l'esport del motociclisme, ja que el seu pare havia estat fundador de les empreses fabricants de motocicletes Montesa (juntament amb Pere Permanyer) i Bultaco. Dins la nissaga familiar hi ha hagut destacats motociclistes, com ara el germà gran d'Álvaro Ignasi, els seus cosins Oriol Puig Bultó, Joan Soler Bultó i Manuel Soler o els seus nebots Miki Arpa i Sete Gibernau, entre d'altres.
Atesos els antecedents familiars, Álvaro començà a córrer en moto des de ben petit -una pràctica que mantingué durant tota la seva vida-, arribant a destacar en competicions de motocròs i supermoto i disputant diverses edicions del Ral·li Dakar. Posteriorment, inicià una llarga etapa d'activitat en diversos esports de risc, assolint-hi tota mena d'èxits: va batre el rècord del món de caiguda lliure, va escalar la paret més alta de l'àrtic a Groenlàndia, va creuar l'estret de Gibraltar en direcció nord en caiguda lliure amb vestit ala (el 2005), va ser el primer català a volar sobre el pol Nord amb vestit ala (2006) i va ser un dels primers a saltar en paracaigudes a l'Antàrtida (2007). El 8 juny de 2013 va resultar ferit lleu en un accident mentre practicava el salt BASE, en caure sobre el Gran Hotel Bali de Benidorm mentre provava de sobrevolar-lo.
Ben relacionat amb l'alta societat, Álvaro Bultó era un personatge habitual de la premsa rosa espanyola, on apareixia sovint per les relacions sentimentals que se li atribuïen amb famoses com ara Mònica Pont, Cristina de Borbó, Paloma Lago, Ivonne Reyes, Esther Cañadas (més tard, casada amb el seu nebot Sete Gibernau), Raquel Revuelta i altres. Aquesta popularitat el feia aparèixer també en diversos programes televisius, arribant a presentar-ne algun.

## Aparicions en programes de televisió
- En català:
  - 1994, Persones humanes (TV3)
  - 1998, Ja hi som! (TV3)
  - 2001, Nomesports (La 2)
  - 2007, El club (TV3)
  - 2007, No em ratllis! (TV3)
  - 2008, Sis a traïció (TV3)
  - 2011, Entre línies (TV3)
  - 2012, Jo què sé! (BTV)
- En castellà:
  - 1994, Encantada de la vida (Antena 3)
  - 2000-2003, Frontera límite (TVE), com a presentador
  - 2006, El club de Flo (La Sexta)
  - 2006-2008, Gala FAO (TVE)
  - 2007, Las mañanas de Cuatro (Cuatro)
  - 2007, ¡Mira quién baila! (TVE)
  - 2009-2011, Pasapalabra (Antena 3)
  - 2012-2013, Así se hace (Discovery MAX), com a presentador
  - 2013, Splash! Famosos al agua (Antena 3)